# Orthosia terminata
Orthosia terminata là một loài bướm đêm trong họ Noctuidae.